# Ајолот
Ајолот (Bipes biporus) је врста црволиких гуштера,  која ендемски насељава полуострво Доња (Баја) Калифорнија. Ово је једна од четири врсте црволиких гуштера које поседује екстремитете. 

## Опис
Ајолот је ружичаст црволик гуштер, дужине 18-24 цм од врха њушке до репа и ширине 6-7 мм који живи једну до две године. Кожа је ситно избраздана у уске сегменте. Туп врх главе (њушке) омогућује им да се ефикасно укопају у пешчано тло. Предње ноге су снажне и налик на лопатице, док задње ноге одуствују, уз пристуне вестигијалне кости.

## Репродукција
Ова врста је овипарна, а женке полажу једно до четири јаја . Врста се размножава искључиво под земљом. Млади се из јаја излегу након два месеца. 

## Исхрана
Ајолот је опортунистички месождер и једе мраве, термите, друге инсекте, ларве, кишне глисте и друге ситне животиње, укључујући гуштере. Обично свој плен увлачи у земљане тунеле. Ова врста је неспецијализовани предатор. Анализе садржаја желуца показале су да је већина плена била меког тела и да носе зубне отиске, што указује да их гуштер гризао и жвакао уместо да их целе прогута.